# Thomas Kessler (Jazzmusiker)

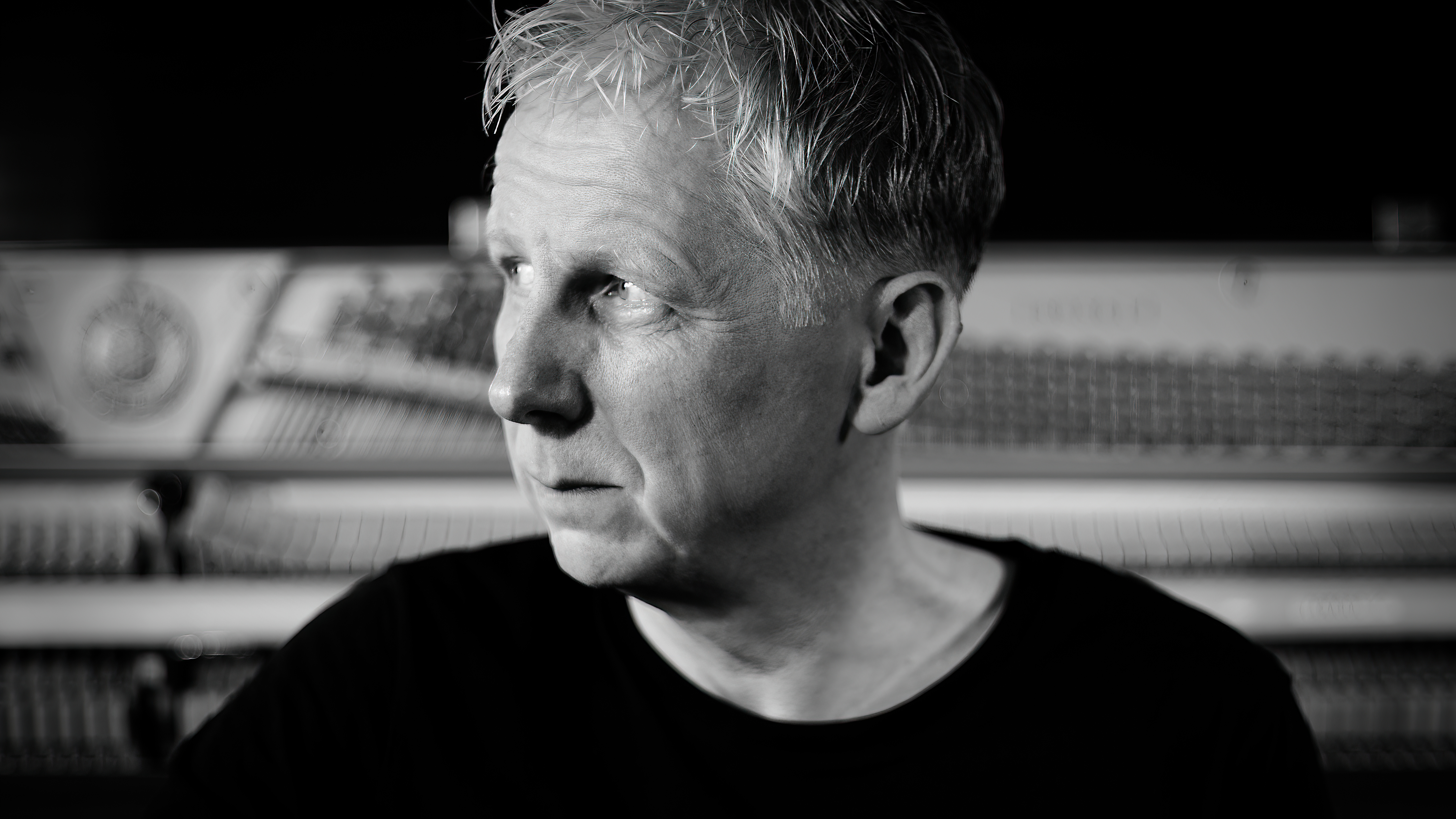
Thomas Kessler (2021)

Thomas Kessler (* 1962 in Viersen) ist ein deutscher Komponist, Produzent, Musiker und Architekt.

## Leben
Nach klassischer Klavierausbildung, Studien von Jazz-Harmonielehre und Kompositionstechniken, gründete er 1986 die Thomas Kessler Group, eine Formation im Stile des europäischen Electric Jazz.
1991 leitete Kessler als Produzent die Studioaufnahmen zum Album ‘April’ der Gitarristen Ulli Bögershausen und Reinhold Westerheide.
Von 1995 bis 2001 trat Kessler mit den Berliner Dissidenten auf, u. a. bei den europäischen World-Music- und Jazzfestivals in Glastonbury, Montreux, Roskilde, Budapest, Rom und Barcelona.
Unter dem Einfluss der World Music entwarf Kessler 1995 sein erstes Solo-Album ‘on earth’, drei Jahre später folgt mit ‘ego’ die Produktion, die den Einstieg in Electronica, Ambient und Trip-Hop markierte. Im Jahr 2000 arbeitete er an Klangkollagen zur dokumentarischen Oper „Das Gedächtnis des Wassers“, einer Co-Produktion der Dissidenten mit dem amerikanischen Komponisten Gordon Sherwood (New York Symphonics), Charlie Mariano und dem Danubian Orchestra and Choir (Bratislava). Im selben Jahr unterstützte er den New Yorker Saxophonisten Clive Stevens (Manfred Mann, Billy Cobham) als Co-Autor bei seinen ‘'Millennium Jams'’. Es folgten Sessions im Trance Club von Stefan Krachten (Unknown Cases, Trance Groove), u. a. mit Mel Collins (King Crimson), Rosko Gee (Traffic, Can) und Helmut Zerlett.
2002 entwickelte sich eine Zusammenarbeit mit Wolfgang Flür, dem ehemaligen Schlagzeuger der Band Kraftwerk, mit dem Kessler an dessen Yamo-Projekt arbeitete. Im Frühjahr 2005 erschien das dritte Solo-Album ‘egolution’, zunächst in Japan, später weltweit, ein um vier neue Tracks erweitertes Remaster des ego-Albums von 1998. 2007 wirkte er mit beim Album ‘4’ der Nighthawks mit Reiner Winterschladen und Dal Martino. Als Gast trat er bei einigen Konzerten der Schlagzeug-Formation Drums Off Chaos von Jaki Liebezeit und Manos Tsangaris auf, unter anderem beim „Drums Summit“ in der Bonner Bundeskunsthalle.
Von 2008 bis zur vorläufigen Auflösung im Jahr 2010 war er offizielles Bandmitglied von Trance Groove, deren Album 'Playing with the Chelsea Girls' er gemeinsam mit Stefan Krachten und Helmut Zerlett co-produzierte.
Inspiriert durch die Farbsystematik Les Claviers de Couleur des französisch-schweizerischen Architekten Le Corbusier begann er im Jahr 2008 mit der Arbeit an einem Konzept, das sich dem Phänomen der Synästhesie und der simultanen Wahrnehmung von Raum-, Farb-, Licht- und Klanggestaltung als ganzheitlicher Sinneserfahrung widmet.
Unter dem Titel 'Le Son des Couleurs‘ entstanden korrespondierende Klangkompositionen zu zehn Farbtönen aus Le Corbusiers zweiter Kollektion.
Seit 2012 entwickelt Kessler gemeinsam mit dem Kölner Saxophonisten Bernd Winterschladen auf der Basis dieses Konzepts intuitiv komponierte, multimediale Bühnenperformances für besondere Orte.
Von 2010 bis 2014 war er Keyboarder und Co-Produzent von Stefan Krachtens Folgeprojekt GOLDMAN (mit Mel Collins, Jürgen Dahmen, Helian Schulte, Helmut Zerlett, Konstantin Wienstroer). Er produzierte die letzten öffentlichen Live-Aufnahmen der Band, die 2015 als Vinylalbum 'GOLDMAN live at the Blue Shell' veröffentlicht wurden.
Als Produzent betreute er in Kooperation mit Ulli Bögershausen die ersten beiden CD-Veröffentlichungen des südkoreanischen Gitarrenvirtuosen Sungha Jung, 'Perfect Blue (2010) und 'Irony' (2011).
Im Jahr 2014 produzierte er Ulli Bögershausens Solo-Album 'Spring Summer and Fall – Tunes from a Lifetime'.
Unter dem Namen TK audiotreatments betreibt Thomas Kessler seit 2008 in Düsseldorf ein spezialisiertes Mastering-Studio für die Musikrichtungen Acoustic, World, Ambient und Jazz.
Seit 2020 beschäftigt sich Kessler wieder verstärkt mit der Komposition und Aufnahme zeitgenössischer Klavier-Solomusik. 2021 erschien das Album ‚Piano Lullabies‘.

## Diskografie (Auszug)
- 1990 – Thomas Kessler Group: Thomas Kessler Group
- 1991 – Bögershausen / Westerheide: April
- 1992 – Thomas Kessler Group: Untitled
- 1995 – solo: on earth
- 1997 – Dissidenten: Instinctive Traveler
- 1998 – solo: ego
- 2000 – Clive Stevens: Millennium Jams
- 2001 – Dissidenten: 2001 – A Worldbeat Odyssey
- 2005 – solo: egolution
- 2007 – solo: the liquid EP (digital release)
- 2009 – Trance Groove: Playing with the Chelsea Girls
- 2012 – solo: Piano Diaries
- 2013 – Goldman: On the Outside / Looking In
- 2014 – Goldman: The Truth of Ghost Dog
- 2015 – Goldman: Live at the Blue Shell
- 2018 – Thomas Kessler / Bernd Winterschladen: Le Son des Couleurs
- 2021 – solo: Piano Lullabies
- 2022 – solo: Close to Silence
- 2023 – solo: Fragile
- 2023 – solo: Infinite Sky
- 2025 – solo: ERA (digital release)

Seine Veröffentlichung von Kompositionen erfolgt auch mit der Namensbezeichnung Thomas Kessler-Teveen.